# Heinrich Bruns (Gewerkschafter)
Heinrich Bruns (* 26. April 1907; † 15. März 1968) war ein deutscher Gewerkschafter.

## Leben
Bruns erlernte den Beruf des Flachdruckers. 1921 trat er dem Verband der Lithographen, Steindrucker und Verwandten Berufe und der Sozialistischen Arbeiterjugend bei.
In der Nachkriegszeit beteiligte sich Bruns am Aufbau neuer Gewerkschaften. 1947 wurde er zum zweiten Vorsitzenden der Industriegewerkschaft für das grafische Gewerbe in Niedersachsen ernannt. Im Jahr darauf nahm er als Delegierter Niedersachsens am trizonalen Verbandstag in München teil, auf dem die IG Druck und Papier gegründet wurde. 1949 wurde er deren Vorsitzender in Niedersachsen und wurde ferner in den Vorstand des DGB-Landesbezirks Niedersachsen sowie den erweiterten Vorstand der IG Druck und Papier berufen. Darüber hinaus war er Vorsitzender der Arbeitnehmerschaft im ZFA. Auf dem Gewerkschaftstag 1962 in Stuttgart wurde er zum ersten Vorsitzenden der IG Druck und Papier gewählt und gehörte nunmehr auch dem Bundesvorstand des DGB an. Beim Gewerkschaftstag 1965 in Berlin scheiterte der Versuch, Bruns abzuwählen. Dieser blieb bis zu seinem Tod in diesem Amt, welches zunächst vom zweiten Vorsitzenden Werner Schmidt übernommen wurde.
Bruns war Mitglied der SPD.